# Karawan-Sołodkyj
Karawan-Sołodkyj (ukr. Караван-Солодкий) – wieś na Ukrainie, w obwodzie ługańskim, w rejonie starobielskim, w hromadzie Markiwka. W 2001 liczyła 565 mieszkańców, spośród których 529 wskazało jako ojczysty język ukraiński, 34 rosyjski, a 2 inny.